# Mała Buczynowa Turnia
Die Mała Buczynowa Turnia ist ein Berg in der polnischen Hohen Tatra mit einer Höhe von 2125 m n.p.m. Über seinen Gipfel führt der Höhenweg Orla Perć.

## Lage und Umgebung
Unterhalb des Gipfels liegen zwei Täler, die Dolina Buczynowa im Osten, die Dolina Pańszczyca im Westen. 
Vom Gipfel des Ptak wird die Mała Buczynowa Turnia durch den Bergpass Wyżnia Przełączka pod Ptakiem getrennt, vom Wielka Buczynowa Turnia durch den Bergpass Buczynowa Przełęcz.

## Etymologie
Der Name Mała Buczynowa Turnia lässt sich als Kleiner Buczynowaturm übersetzen. In der Vergangenheit war auch die Bezeichnung Kleiner Buchentalturm in Gebrauch.

## Tourismus
Wanderer, die sich auf den Höhenweg Orla Perć wagen, müssen über den Gipfel gehen.

### Routen zum Gipfel
Auf den Gipfel führt ein Höhenweg: 
- ▬ Der rot markierte Höhenweg Orla Perć vom Bergpass Zawrat über den Gipfel auf den Bergpass Krzyżne. Als Ausgangspunkt für eine Besteigung des Höhenwegs eignen sich die Berghütten Schronisko PTTK Murowaniec sowie Schronisko PTTK w Dolinie Pięciu Stawów Polskich.

## Belege
- Zofia Radwańska-Paryska, Witold Henryk Paryski, Wielka encyklopedia tatrzańska, Poronin, Wyd. Górskie, 2004, ISBN 83-7104-009-1.
- Tatry Wysokie słowackie i polskie. Mapa turystyczna 1:25.000, Warszawa, 2005/06, Polkart ISBN 83-87873-26-8.